# 古槐镇 (福州市)
古槐镇在福州市长乐区的中部偏东，唐时称“敦素里”，为古新宁县的县治所在，所以旧称“古县”，又多种槐树，今称“古槐”，民国三十五年（1946年）编定为“镇”建制，其西北有董奉山。《郡国志》云：“（董平山）上有神人，裸身散发，人见之必获福，因名。又名董奉山。”按《三山志》：“吴先主时，董奉常隐此山，往来南海，以灵丹起死疾，后轻举于豫章之杏林。此山之名遂著。中有董岩，奉常于此炼丹。”因为董奉山为福山，周围始有“福湖”之称。

## 行政区划
古槐镇共辖23个村委会，分别是：青山村、北湖村、福坊村、中街村、高楼村、洋下村、新桥村、华元村、湖南村、感恩村、昆石村、下村、竹田村、井门村、上店村、前塘村、洋布村、雁塘村、屿南村、屿北村、屿中村、湖坂村和龙田村。
1. ↑  . 中华人民共和国国家统计局. 2023 （中文（中国大陆））.[]